# Až přijde kocour
Un día, un gato (checo: Až Přijde Kocour, que se traduce como Cuando viene el gato; también se la conoció como La gata (de) Cassandra o Un día, un gato: la historia que nunca ocurrió) es una película de comedia dramática fantástica surrealista satírica de la Nueva Ola Checa y dirigida y co-escrita por Vojtěch Jasný.
Se trata de una de las producciones más célebres, influyentes y expresivas del cine checoslovaco durante la Nueva Ola, y aunque en apariencia es una película de comedia dramática de fantasía colorida surrealista, alegre y familiar, en su esencia la película es sutilmente una alegoría política y en parte una sátira social al autoritarismo, la hipocresía y las falsas apariencias con el gato simbólico pudiendo ver a la gente del pueblo por sus verdaderos colores.

## Trama
Robert es maestro de escuela en el pueblo de Telc, en la República Checa. Robert está bajo estrés por la acción de Charlie, el director de la escuela, que controla los acontecimientos en la ciudad, y de su amante infiel e indiferente. Robert se ve obligado a enseñar a sus alumnos una visión "en blanco y negro" de la vida y una visión realista del arte, sofocando la imaginación.
Para una clase de pintura artística, se invita como tema a Oliva, el encargado del reloj de la torre (y que oficia de narrador en parte de la película). En lugar de hacerse pasar por modelo, Oliva cuenta la historia de un gato con gafas de sol, cuyos ojos revelaban la verdadera naturaleza de la condición humana a través del color. El rojo, sobre todo, era el color de los "amantes", personas bien intencionadas, mientras que colores como el amarillo y el morado estaban reservados para los infieles, los envidiosos y los rebeldes. La gente "normal" acabó matando al gato, porque no querían que los demás supieran quién era bueno o malo. La historia anima a los estudiantes, que realizan principalmente dibujos de gatos.
En medio de un acto de circo que llega a la ciudad, el gato de Robert desaparece y lo llevan hasta Diana, una actriz que forma parte de la actuación. Conoce al mago que tiene un sorprendente parecido con Oliva y habla con Robert sobre su "naturaleza", bromeando con Robert sobre su elección de ropa "normal".
Durante la presentación ante todo el pueblo, los cuentos de Oliva sobre el gato se hacen realidad cuando el gato se revela a todos los que miran y Diana se quita las gafas de sol. El momento en que se revelan los colores de todos vuelve loco a todo el pueblo, peleando entre ellos. Robert, cuya verdadera naturaleza es roja, queda fascinado con Diana y los dos se embarcan en una salida romántica e idílica.
Mientras que los niños encuentran al gato en el bosque, el sirviente de la escuela lo arrebata e intenta matarlo, todo ello orquestado por Charlie. Robert tiene la tarea de enseñar a los niños sobre una cigüeña taxidermizada frente a Charlie, pero, conmovido por el poder del gato, les da un conmovedor discurso a los niños diciéndoles que no deberían tener que estudiar al animal muerto. Esto enfurece a Charlie y los superiores de la ciudad, quienes intentan incriminar a Robert por matar al gato.
En un momento, los niños desaparecen y afirman que regresarán si se garantiza la seguridad del gato. Esto enloquece a la ciudad, con familias peleándose en el bosque para encontrar a sus seres queridos perdidos. Pero los niños no aparecen por ningún lado; ni siquiera Robert puede encontrarlos, quien les dice que regresen. Finalmente, el sirviente devuelve el gato y los niños salen de su escondite. Cuando la multitud debate qué hacer con el gato, Diana y el número del circo reaparecen para exponer los verdaderos colores de Charlie: un "camaleón" de personalidades, que es expulsado de la ciudad, reavivando el caos inicial en la ciudad. Cuando Robert intenta perseguir a Diana para acompañarla, es abordado por la multitud frenética y la pierde mientras el grupo viaja fuera de la ciudad. Derrotado, Robert regresa solo a la plaza del pueblo, solo para ser recibido por los niños, que sostienen arte y pinturas del gato.

## Premios
La película ganó el Premio especial del jurado en el Festival de Cannes de 1963.

## Elenco
- Jan Werich - Mago / Oliva
- Emília Vásáryová - Diana (como Emilie Vasáryová)
- Vlastimil Brodský - Profesor Robert
- Jirí Sovák - Director de escuela
- Vladimír Menšík - Encargado de la escuela
- Jirina Bohdalová - Julie
- Karel Effa - Janek
- Vlasta Chramostová - Marjánka
- Alena Kreuzmannová - Gossip
- Stella Zázvorková - Ruzena
- Jaroslav Mares - Dueño del restaurant
- Ladislav Fialka - Ladrón
- Karel Vrtiska - Miller
- Václav Babka - Policía